# Confine tra Germania e Polonia
Il confine tra la Germania e la Polonia, noto anche come Linea Oder-Neiße, ha una lunghezza di 467 km.

## Storia
Fu istituito nel 1945 dopo le conferenze di Jalta e di Potsdam per stabilire la demarcazione tra le nazioni tedesca (RDT) e polacca post-belliche. A est del confine passò parte del territorio tedesco (Pomerania Orientale, Slesia, la porzione di Brandeburgo a est del nuovo confine, una piccola porzione della Posnania e la parte meridionale della Prussia Orientale), che fu ceduto alla Polonia come risarcimento della perdita delle sue ex province orientali (a est della Linea Curzon) e province che, occupate dai sovietici durante la guerra, furono definitivamente annesse all'Unione Sovietica grazie a questi accordi. A ovest di questo confine (nella Repubblica Democratica Tedesca) fu accolta tutta la popolazione tedesca espulsa dalla Polonia. 
Il confine fu riconosciuto dalle due nazioni per la prima volta il 6 luglio 1950 con la firma del trattato di Zgorzelec, siglato tra Wilhelm Pieck (RDT) e Bolesław Bierut (Polonia). Dopo la riunificazione tedesca, il medesimo confine fu confermato con il trattato di Varsavia firmato da Germania e Polonia il 14 novembre 1990.

### Conseguenze
Alcune città tedesche (come Breslavia e Stettino) passarono completamente sotto l'amministrazione polacca, mentre altre poste lungo lo scorrere dei due fiumi furono divise e occupate da cittadini polacchi lungo le sponde est dei due fiumi.

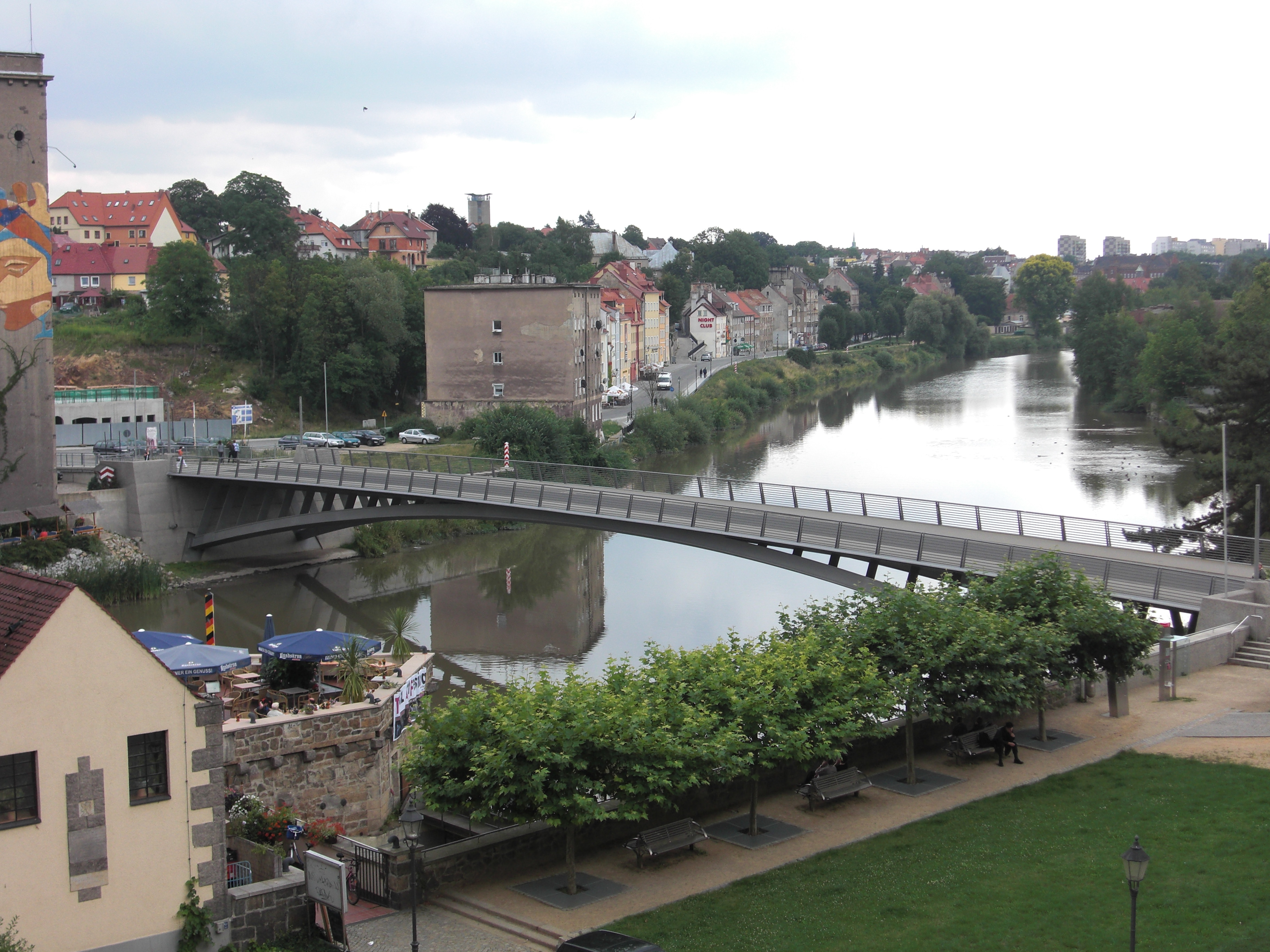
Il ponte che congiunge le città di Zgorzelec (Polonia, a sinistra) e Görlitz (Germania, destra) fotografato da nord.

### Città divise
| Germania         | Polonia           |
| ---------------- | ----------------- |
| Küstrin-Kietz    | Kostrzyn nad Odrą |
| Frankfurt (Oder) | Słubice           |
| Guben            | Gubin             |
| Forst            | Zasieki           |
| Bad Muskau       | Łęknica           |
| Görlitz          | Zgorzelec         |

## Linea Oder-Neiße

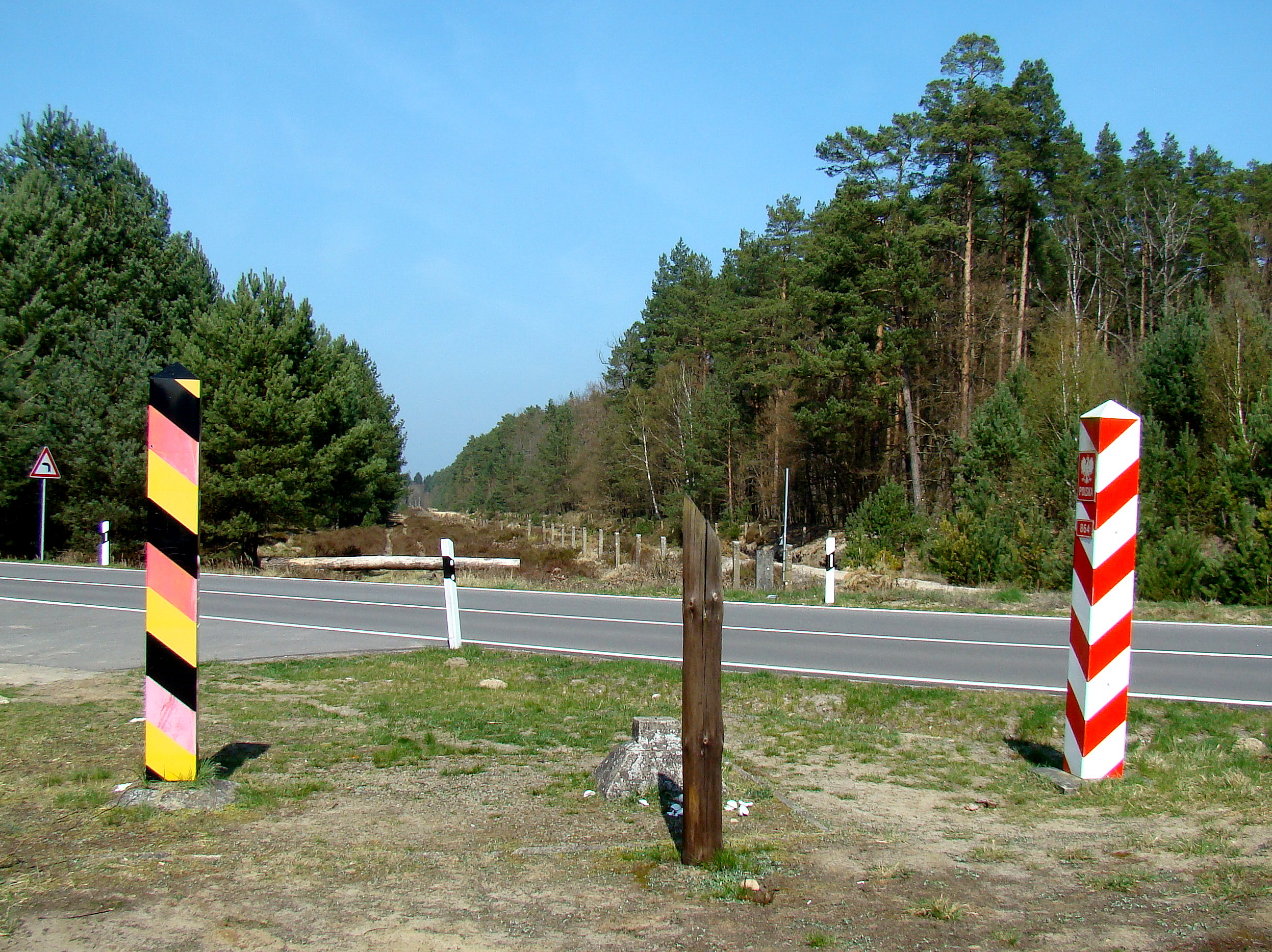
Demarcazione del confine in Pomerania

La Linea Oder-Neiße (definita in tedesco Oder-Neiße Linie e Granica na Odrze i Nysie Łużyckiej in polacco), è la denominazione che viene anche data al confine in quanto esso segue il corso dei fiumi Oder (in polacco: Odra) e Neiße (in polacco: Nysa Łużycka), e che solo nel tratto più a nord percorre il terreno staccandosi dal corso dell'Oder e deviando verso nordovest per includere nel territorio polacco le città portuali di Stettino e di Świnoujście.